# La Trinidad Fútbol Club
La Trinidad Fútbol Club se constituyó el 7 de mayo de 1982, en las instalaciones deportivas del Instituto Psicopedagógico Padre Antonio Leyh, de Maracay en el Estado Aragua. Comenzando con dos categorías Baby-Fútbol y Pre-Infantil.

## Historia
Comenzó su participación en los torneos federados en la temporada 2010/11; logrando un segundo lugar en el Torneo Clausura, perdiendo con el CS Italo Valencia la clasificación a la Segunda División B 2011-2012.
En la temporada 2012, ganó por diferencia de goles, el Grupo Central I, al terminar empatados con el club mirandino 40 FC, tras acumular 18 puntos en 10 partidos. Esto le otorgó el derecho de permanecer en la categoría.
En la temporada 2012/13, participó en la primera fase del torneo, participando en el Grupo Central 3. Finalizó tercero, perdiendo con el Ortiz FC el pase al Torneo de Promoción y Permanencia 2013 por diferencia de goles. Jugó la fase de clausura para asegurar deportivamente su permanencia en la tercera división, ganando su grupo con facilidad, al acumular 21 puntos, con 6 puntos de ventaja sobre el Club Atlético López Hernández.
Para la Tercera División Venezolana 2013/14, forma parte del Grupo Central I en el Apertura 2013, un torneo con varios altibajos entre los resultados regulares y las incomparecencias en su sede, incluso un partido que debió ser reprogramado ante Ortiz Fútbol Club debido a que la fuerte lluvia inundó la cancha; fueron 16 unidades las sumadas por el equipo trinitario, sólo 2 puntos le separaron de la posibilidad de disputar el Torneo de Promoción y Permanencia en el siguiente semestre. No se presentó a participar en el Clausura 2014 debido a que posee deudas con la FVF y la no aprobación de su cancha actual por parte del ente rector.

## Datos del club
- Temporadas en 1.ª División: 0
- Temporadas en 2.ª División: 0
- Temporadas en 3.ª División: 4 (2010/11-2013/14)